# Oleksii Kovalchuk
Oleksii Kovalchuk (Oekraïens: Олексій Ковальчук) (18 september 1989) is een professionele pokerspeler uit Oekraïne. Hij heeft twee World Series of Poker titels op zijn naam staan. Zijn eerste titel won hij tijdens de World Series of Poker 2011 in het $2.500 No Limit Hold'em Six Handed-toernooi. In 2012 won hij zijn 2e titel in een Omaha /Seven Card Stud Hi/Lo-toernooi.
Tijdens zijn carrière heeft Kovalchuk meer dan $2,2 miljoen bij elkaar gewonnen in toernooien.

## World Series of Poker bracelets
| Jaar | Toernooi                            | Prijs    |
| ---- | ----------------------------------- | -------- |
| 2011 | $2.500 No Limit Hold'em Six Handed  | $689.739 |
| 2012 | $2.500 Omaha /Seven Card Stud Hi/Lo | $228.014 |